# Garten-Feldrittersporn
Der Garten-Feldrittersporn (Consolida ajacis), auch Gartenrittersporn und Hyazinthenblütiger Sommerrittersporn genannt, ist eine Pflanzenart aus der Gattung der Feldrittersporne (Consolida) in der Familie der Hahnenfußgewächse (Ranunculaceae). Er ist ursprünglich im warmen bis warmgemäßigten Europa und Afrika beheimatet und wird mit einigen Sorten als Zierpflanze verwendet.

## Beschreibung

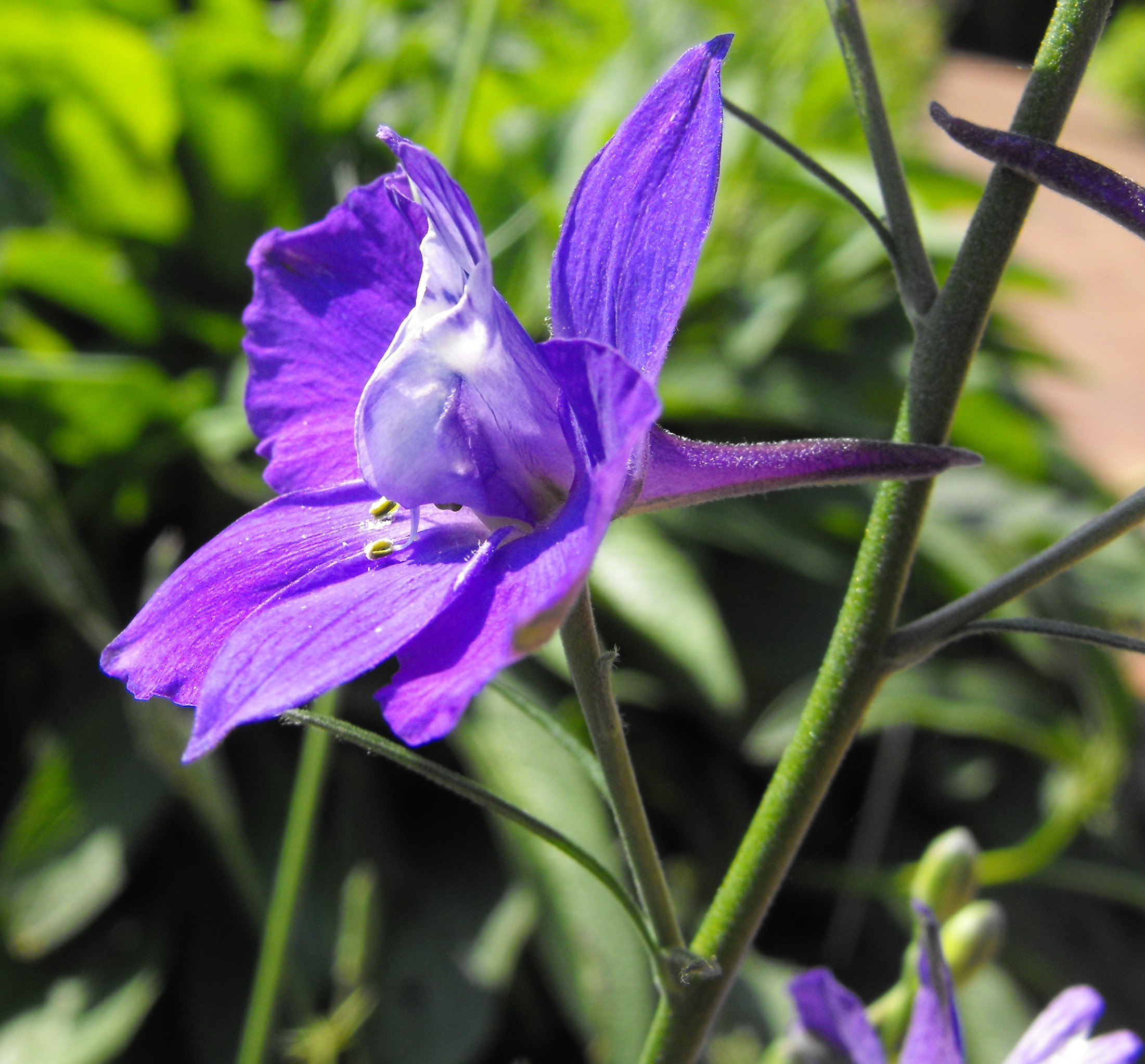
Detail einer zygomorphen Blüte; deutlich zu erkennen ist der Sporn.

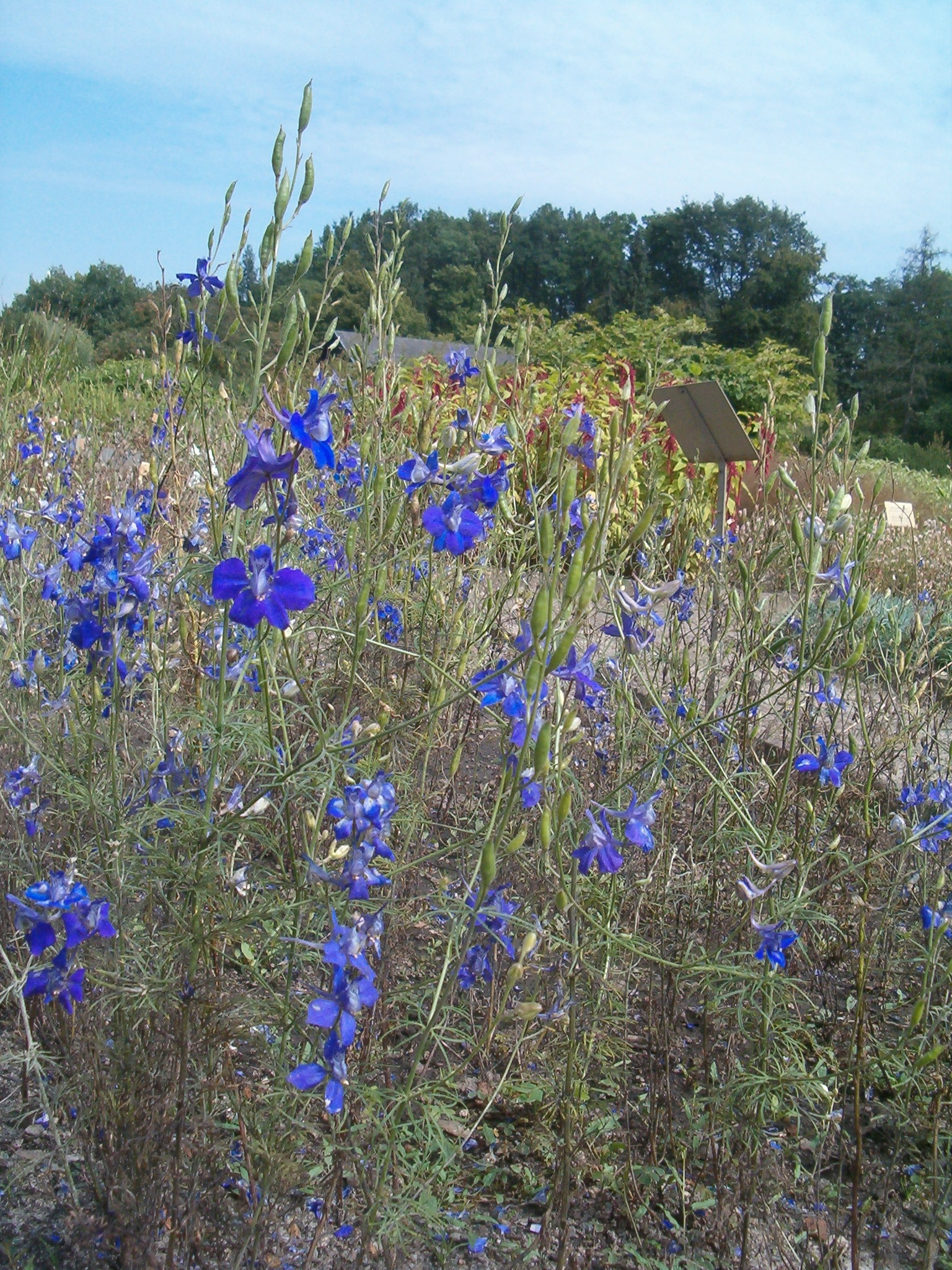
Habitus, zygomorphe Blüten und Balgfrüchte.

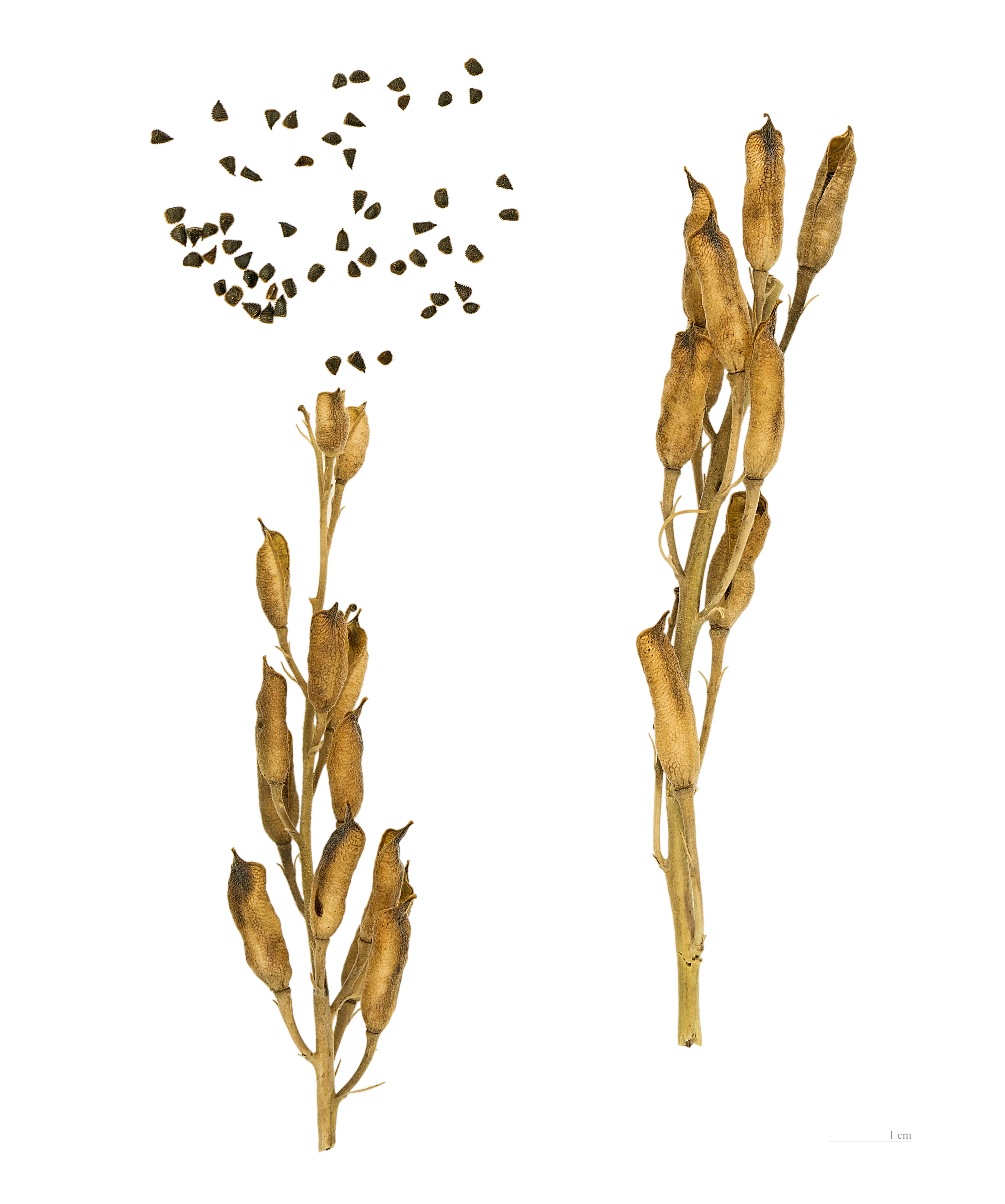
Balgfrucht und Samen

### Vegetative Merkmale
Der Garten-Feldrittersporn ist wie alle Feldrittersporne einjährig und erreicht Wuchshöhen von 30 bis 100 cm. Die Stängel sind kahl bis spärlich flaumig behaart. Es sind 2 bis 20 oder mehr wechselständige Laubblätter vorhanden. Die unteren Laubblätter sind gestielt und die obersten sitzen. Die bei einem Durchmesser von 1 bis 5 cm im Umriss kreisförmige Blattspreite ist kahl bis flaumig behaart; sie ist fiederteilig und besitzt 12 bis 60 oder mehr Blattabschnitte. Die Blattabschnitte sind höchstens 1,5 mm breit.

### Generative Merkmale
Die Blütezeit reicht von Juni bis August. Die traubigen Blütenstände sind einfach oder besitzen höchstens drei Verzweigungen und enthalten meist 6 bis 30, selten bis zu 75 Blüten. Mindestens die untersten zwei Tragblätter besitzen fünf oder mehr Blattabschnitte. Die mehr oder weniger flaumig behaarten Vorblätter sind bei einer Länge von 1 bis 5 mm mehr oder weniger lineal und erreichen den Blütengrund nicht und sind von ihm meist 4 bis 20 mm entfernt. Der aufsteigende oder spreizende, meist 1 bis 3, selten bis zu 5 cm lange Blütenstiel ist mehr oder weniger flaumig behaart.
Die zwittrige Blüte ist zygomorph. Von den fünf äußeren Blütenhüllblättern sind die unteren 8 bis 18 mm lang sowie 4 bis 8 mm breit und die seitlichen sind 8 bis 18 mm lang sowie 6 bis 14 mm breit. Von den inneren Blütenhüllblättern sind die seitlichen 3 bis 6 mm lang und die oberen 5 bis 8 mm lang sowie 2 bis 4 mm breit. Die Farbe der fast kahlen Blütenhüllblätter ist blau, blauviolett bis purpurfarben, bei den Sorten auch hellblau, weiß, rosa oder rot. Bei manchen Sorten sind die Blüten gefüllt. Der Sporn besitzt eine Länge von 12 bis 20 mm. Es sind viele Staubblätter vorhanden. Der Griffel ist 2 bis 2,5 mm lang.
Die flaumig behaarten Balgfrüchte sind 12 bis 25 mm lang und im Unterschied zum Gewöhnlichen Feldrittersporn behaart. Die Samen sind schwarz.
Die Chromosomenzahl ist 2n = 16.

## Vorkommen
Consolida ajacis kommt ursprünglich im warmen bis warmgemäßigten Europa und Afrika vor. Er hat sich inzwischen auch nach Nordamerika, Asien und Australien verbreitet. Er kommt ursprünglich vor in Frankreich, Italien, Slowenien, auf der Balkanhalbinsel, in Bulgarien, Rumänien, in der Ukraine in der Türkei und auf Zypern. In Deutschland und in der Schweiz kommt der Garten-Rittersporn angepflanzt und verwildert vor. Consolida ajacis wächst auf Schutt, an Straßenrändern, seltener auch auf Äckern bis in Höhenlagen von bis zu 2000 Metern.
Die ökologischen Zeigerwerte nach Landolt et al. 2010 sind in der Schweiz: Feuchtezahl F = 2+ (frisch), Lichtzahl L = 3 (halbschattig), Reaktionszahl R = 3 (schwach sauer bis neutral), Temperaturzahl T = 4+ (warm-kollin), Nährstoffzahl N = 3 (mäßig nährstoffarm bis mäßig nährstoffreich), Kontinentalitätszahl K = 4 (subkontinental).

## Nutzung
Der Garten-Feldrittersporn ist seit mindestens dem Ende des 18. Jahrhunderts in Kultur und wird auch heute noch vereinzelt als Zierpflanze für Sommerblumenbeete sowie als Schnittblume genutzt. Damit nicht zu verwechseln sind Garten-Rittersporne, die aus Hybriden unter Beteiligung des Hohen Rittersporns (Delphinium elatum) gezüchtet wurden. Der Garten-Feldrittersporn ist wegen seines Gehalts an verschiedenen Alkaloiden (vor allem dem nach ihm benannten Ajaconin) giftig. Er wurde auch schon in der Volksmedizin verwendet, etwa von den nordamerikanischen Cherokee als Aufguss zur Behandlung von Herzbeschwerden.

## Belege
- Michael J. Warnock: Consolida. In: Flora of North America Editorial Committee (Hrsg.): Flora of North America North of Mexico, Volume 3, New York and Oxford 1997: Consolida ajacis – online. (Abschnitt Beschreibung und Verbreitung)
- Eckehart J. Jäger, Friedrich Ebel, Peter Hanelt, Gerd K. Müller (Hrsg.): Rothmaler – Exkursionsflora von Deutschland. Band 5: Krautige Zier- und Nutzpflanzen. Spektrum Akademischer Verlag, Berlin Heidelberg 2008, ISBN 978-3-8274-0918-8, S. 133.
- Garten-Feldrittersporn. auf FloraWeb.de